# Буличови

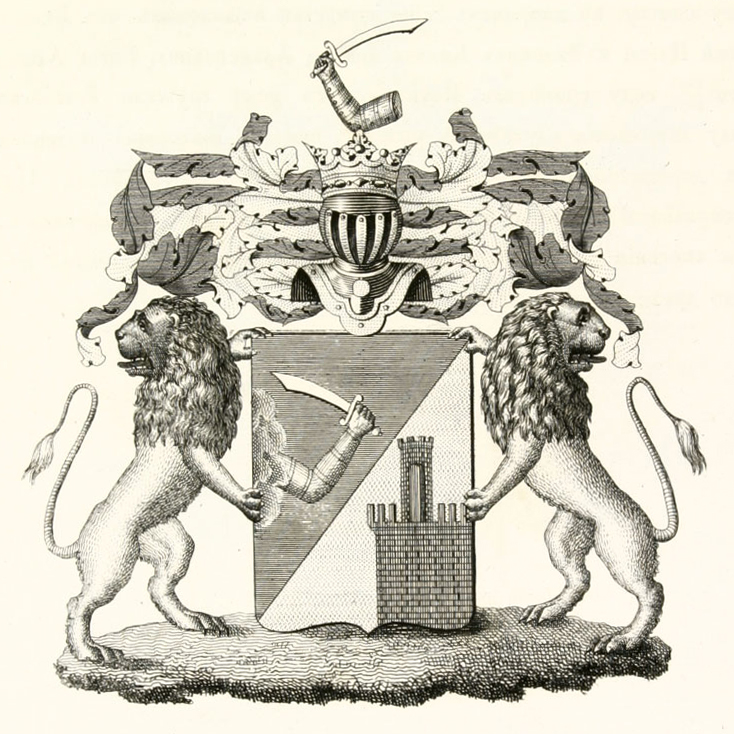
Герб Буличових

Буличови — російський дворянський рід.

## Відомі представники
- Герасим Ілліч Буличов написаний за московським списком «під дворянех» і на маєтки подарований від великих государів царів і великих князів Іоанна Олексійовича та Петра Олексійовича в 1687 році грамотою. Рід Булычевых внесений до 6 частину Дворянської родовідної книги Смоленської губернії.
- Буличов, Микола Іванович (1852 — ок. 1919) — російський державний діяч, член Державної ради, Гофмейстер Двору Його Імператорської Величності.

## Опис герба
У щиті, розділеному діагонально до верхнього лівого кута в блакитному полі зображена виходить з хмар рука з шаблею. У золотому полі знаходиться фортеця червоного кольору.
Щит увінчаний дворянськими шоломом і дворянською короною, на поверхні якої зазначена зігнута в латах рука з шаблею. Намет на щиті блакитний, підкладений золотом. Щит тримають два леви з зверненими в бік головами. Герб роду Булычовых внесений в Часть 9 Общего гербовника дворянских родов Всероссийской империи, стр. 114. Архів оригіналу за 24 травня 2013. Процитовано 22 травня 2013.